# 液体

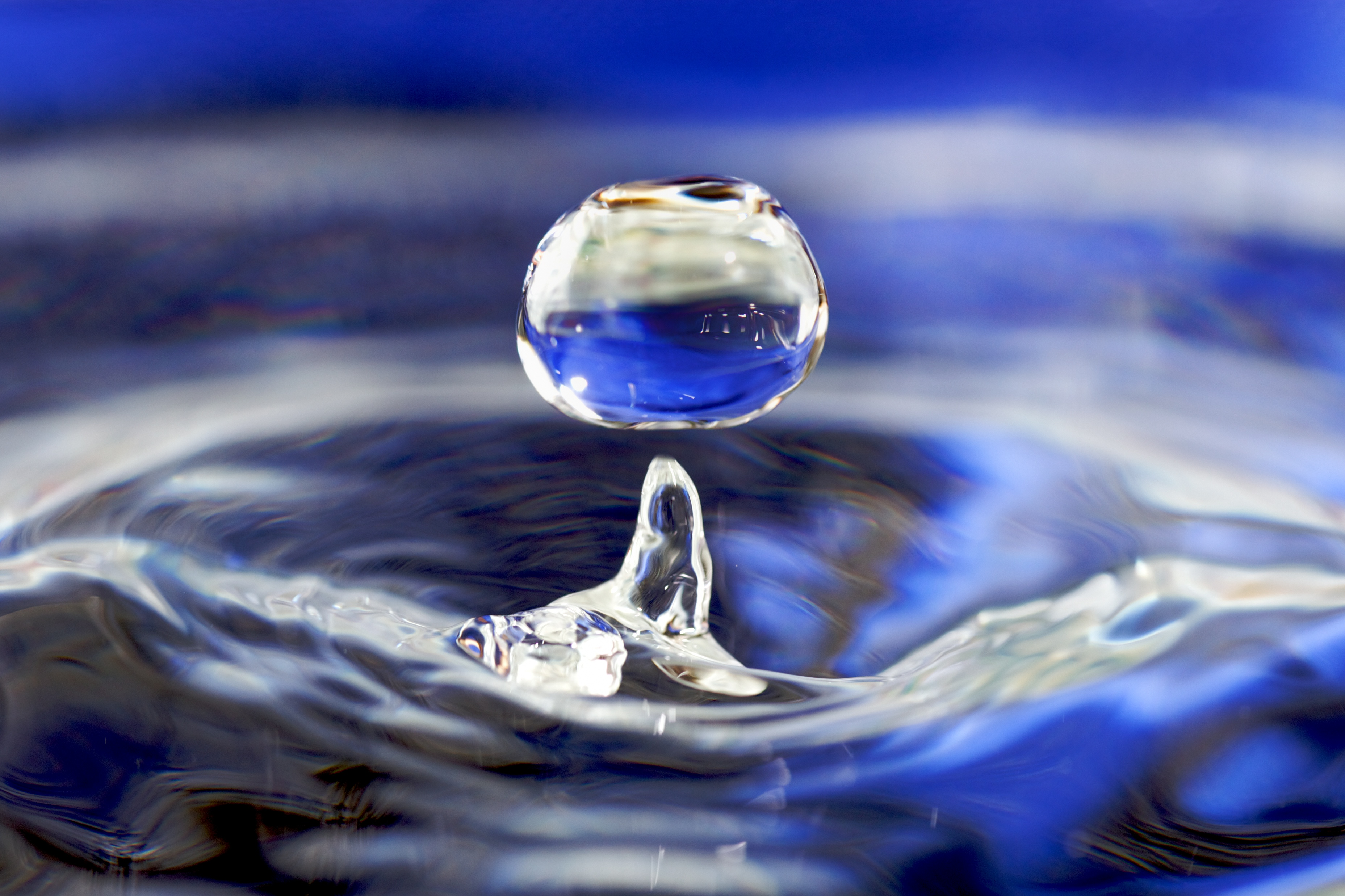
液体の滴は表面積が最小になるよう球形になる。これは、液体の表面張力によるものである

液体（えきたい、英: liquid）は、物質の状態（固体・液体・気体）の一つである。気体と同様に流動的で、容器に合わせて形を変える。液体は気体に比して圧縮性が小さい。気体とは異なり、容器全体に広がることはなく、ほぼ一定の密度を保つ。液体特有の性質として表面張力があり、それによって「濡れ」という現象が起きる。
液体の密度は一般に固体のそれに近く、気体よりもはるかに高い密度を持つ。そこで液体と固体をまとめて「凝集系」などとも呼ぶ。一方で液体と気体は流動性を共有しているため、それらをあわせて流体と呼ぶ。

## 状態変化
液体は、固体と気体と並んで物質の三態の一つである。物質内の原子あるいは分子の結合する力が熱振動（格子振動）よりも弱くなった状態であり、構成する粒子が互いの位置関係を拘束しないために自由に移動することができ、いわゆる流体の状態となる。このような状態を物質が液相であるという。
臨界圧力以下ならば、物質ごとに決まった温度で固体から液体へ構造相転移（一次相転移）する。この固体から液体への転移温度が融点である。また、一定の圧力のまま更に温度を上げると分子の振動が強まって分子間の距離が大きくなり、（過熱が起きない場合）ある定まった温度で飽和蒸気圧がその圧力に達し、液体内部から気体が発生する。この時の転移温度が、沸点である。逆に温度を下げれば、気体→（液化）→液体→（凝固）→固体となる。過冷却が起きない限り、凝固点は融点と等しい。但し、融点、沸点は、圧力など外的条件の影響により変化する。
液体状態では、原子、分子は比較的自由かつランダムに動き回っている（ブラウン運動）。

## 液体の物質
周期表において常温、常圧で単体が液体である元素は、水銀と臭素のみである。常温よりやや高い温度が融点となっている（融点が25度～100度）元素として、フランシウム、セシウム、ガリウム、ルビジウム、リン、カリウム、ナトリウムがある。常温で液体の合金としてガリンスタンなどがある。
純物質で常温常圧で液体のものとして、水、エタノール、各種有機溶媒がある。液体の水は化学と生物学においてきわめて重要である。生きるために水溶液環境で行われる蛋白質の化学反応を用いる生命にとっても液体の水が必須だといわれ、地球外生命体の探索において氷や水蒸気しかない星は除外される。
日常において重要な液体として、家庭用漂白剤のような水溶液、鉱油やガソリンのような複数の物質の混合物、ヴィネグレットソースやマヨネーズのようなエマルジョン、血液などの懸濁液、塗料や乳のようなコロイドがある。
多くの気体は冷却によって液化でき、液体酸素、液体窒素、液体水素、液体ヘリウムなどの液体を作ることができる。常圧では液化できない気体もあり、例えば二酸化炭素は5.1気圧以上でないと液化できない。
古典的な物質の三態では分類できない物質もある。例えば固体と液体の特性をあわせ持つ物質として液晶があり、表示装置に使われているだけでなく、生体膜も多くが液晶である。

## 利用
液体には様々な用途があり、潤滑剤、溶媒、冷却剤（または冷媒）などに使われている。油圧システムでは液体を使って動力を伝達する。
トライボロジーでは、液体の潤滑剤としての特性を研究する。油などの潤滑剤は、対象装置の運用温度範囲における粘度と流動特性を考慮して選択する。潤滑油はエンジン、トランスミッション、金属加工、液圧システムなどに使われている。航空機の揚力発生等、流体機械の広い範囲でその特性が応用されている。
他の液体や固体を溶かす溶媒には様々な液体が使われている。溶媒には塗料、コーキング材、接着剤など様々な用途がある。ナフサやアセトンは部品や機械に付いた油・油脂・タールなどを洗浄するのによく使われる。界面活性剤は石鹸や洗剤によく見られる。アルコールなどの溶媒は殺菌剤としてもよく使われる。また、化粧品、インク、液体色素レーザーでも使われている。食品加工でもよく使っており、植物油の抽出などの工程で使われている。
液体は気体に比べて熱伝導率が高く、また流動性があるため、機械部品の余分な熱を奪うという用途に適している。ラジエターのような熱交換器に液体を通して熱を除去したり、液体を蒸発させて気化熱を奪うことで冷却することもある。エンジンの冷却には水やグリコールが冷却剤として使われている。原子炉の冷却剤としては、水の他にナトリウムやビスマスといった液体金属も使われている。ロケットの燃焼室を冷却するのに液体推進剤を使ったフィルム冷却が行われている。機械加工では摩擦熱などの余分な熱が加工対象と道具の両方を劣化させるため、水や油を使って冷却する。人間の場合も、汗を蒸発させることで余分な熱を除去している。空調の分野では、水などの液体を使ってある場所から別の場所へ熱を移動させる。
液体は流体であるが、気体と比較すると圧縮性が非常に小さい。これを固体の容器に閉じこめた場合、気体の場合とはやや異なったものが出来る。柔らかい容器に入った液体は、体積は変わらないが変形はするため、気体の場合よりはしっかりとした手応えの衝撃吸収素材となる。ウォーターベッドはこれを利用している。また、内部の容積が変わらないような素材で出来た管に液体を閉じこめた場合、パスカルの原理に従って片方からかかった圧力がもう片方へ直接に伝わる。油圧系はこれを利用している。ポンプや水車のような装置は古代から液体の動きを仕事に変換するのに使われてきた。油圧系ではポンプで油に圧力をかけて押し出し、その力を圧力モーターで動力に変換する。油圧系には様々な用途があり、ブレーキ、トランスミッション、建設機械、航空機の制御系などに使われている。液圧式プレス機械は様々な加工や修理に使われている。
液体は計測装置にも使われることがある。温度計は液体の熱膨張と流動性を利用することが多く、水銀などが使われている。マノメーターは液体の重さを使って圧力を測定する。

## 性質
液体は気体と同様に流体としての特性を示す。液体は容器に合わせて形状を変化させ、水密な容器ならばかけられた圧力が容器内の全ての表面に均等にかかる。分子が引力を及ぼしあっている状態なので、体積は固体とさほど変わらず、気体のように圧力で大きく変化することはない。気体と異なり、複数の液体がすぐに混ざり合うわけではなく、容器内全体に広がることもなく、それ自身の表面（水面）を形成する。このような特性を応用して油圧（液圧）システムが生まれた。

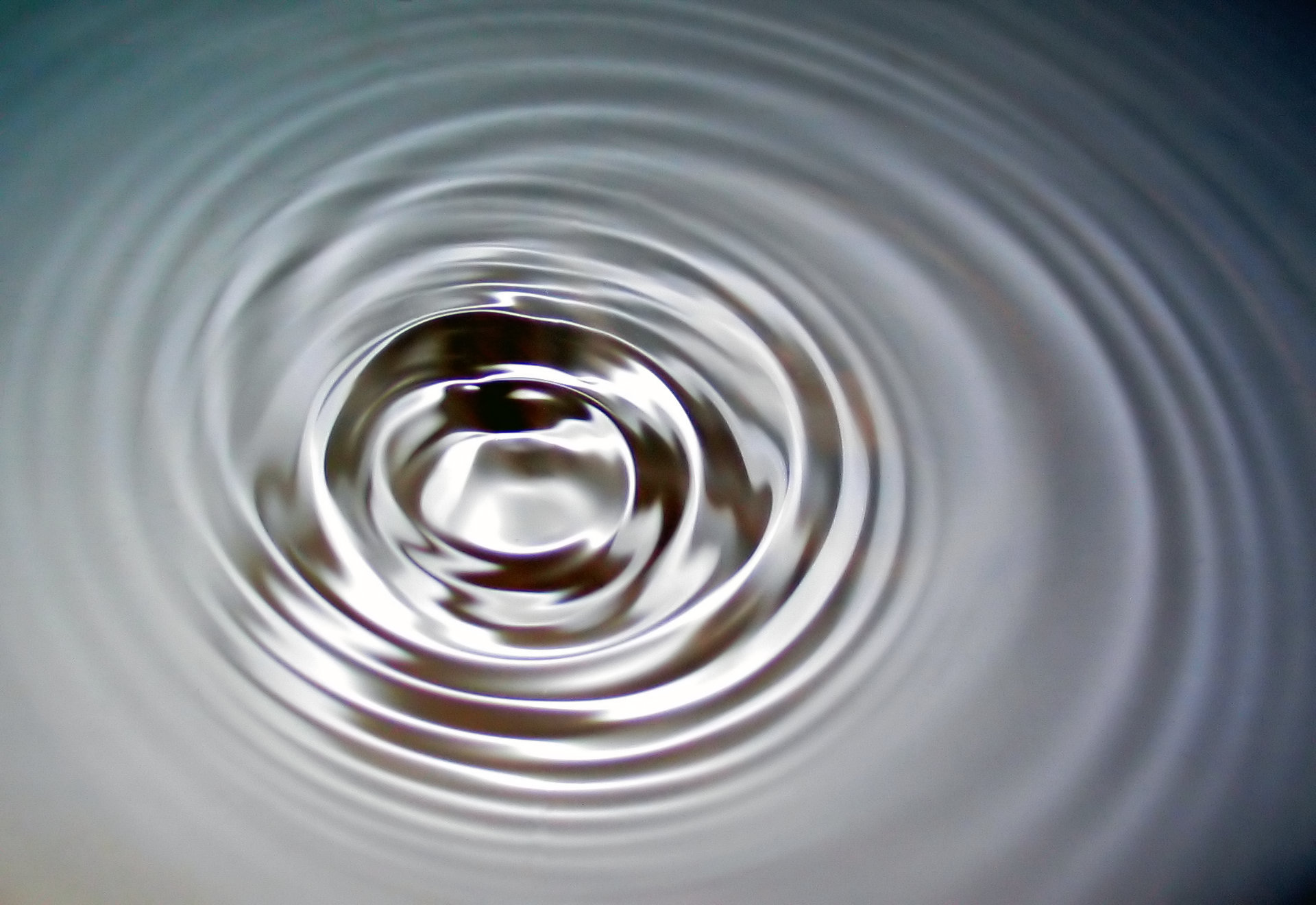
水の表面波

液体の量は一般に体積あるいは容積で計測される。単位としてはSI単位の立方メートル (m3) やその分量単位である1立方デシメートル、すなわち1リットル (1 dm3 = 1 L = 0.001 m3)、立方センチメートル、すなわちミリリットル (1 cm3 = 1 mL = 0.001 L = 10−6 m3) などがある。
液体の体積は温度と圧力によって決まる。一般に熱すると膨張し、冷却すると収縮する。ただし、0 °C から 4 °C の間の水は例外である。
重力下では、液体は容器および液体内のあらゆるものに圧力をかける。この圧力は全ての方向に加わり、深くなるにつれて増加する。液体が一様な重力場にあるとき、深さ z における圧力 p は次のようになる。
p = ρgz
ここで、
- ρ は液体の密度（定数と仮定）
- g は重力加速度

である。なお、この式では表面（水面）での圧力をゼロと仮定しており、表面張力の効果を無視している。
液体に沈められた物体には、浮力（アルキメデスの原理）が働く。浮力は他の流体でも見られるが、密度の高い液体で最も強く働く。
液体の圧縮性は小さい。例えば、水の密度は圧力が100バールのオーダー（水面下 1 km の圧力）にならないと目に見える変化をしない。流体力学では液体を非圧縮性のものとして扱うことが多く、特に非圧縮性流体の研究ではそのように扱う。
液体表面（水面）は一種の弾性膜のように振る舞い、表面張力が見られ、滴や泡が形成される。表面張力によって生じる現象としては他に毛細管現象、濡れ、表面張力波などがある。
せん断応力や延伸応力に対して液体が示す抵抗の度合いを粘度で表す。
液体は非混和性を示すことがある。混ぜることができない液体の組み合わせとしては油と水があり、サラダドレッシングで日常的に見かける。逆に混ぜることが可能な組み合わせとしては水とアルコールがある。混合した液体は蒸留によって分離することが可能な場合が多い。

## 相転移

典型的な相図。緑の線は圧力による融点の変化を表す。青い線は圧力による沸点の変化を示す。赤い線は昇華の起きる温度と圧力の組み合わせを示している

沸点未満の温度では、どんな液相の物体も平衡状態になるまで蒸発する。平衡状態に達すると液体の蒸発と気体の凝縮が同じ速度で起きるようになる。したがって、蒸発した気体を継続的に取り去ると液体は最終的には全て蒸発してしまう。沸点に達すると液体はさらに急速に蒸発するようになる。沸点に達した液体は沸騰するのが普通だが、条件によっては過熱状態になる。
凝固点以下の温度では、液体は凝固し固体となる。蒸発と凝縮の場合とは異なり、常圧下では平衡状態にはならない。過冷却がおきない限り、液体は最終的には完全に固体となる。ただし常圧でない場合は必ずしもそうではなく、例えば水と氷を密閉された圧力容器に入れると、固相と液相が混在した平衡状態となることもある。

## 構造

古典的な単原子分子の液体の構造。原子は多数の原子に囲まれているが、原子間の距離の秩序は存在しない

液体では、原子は結晶格子を形成しておらず、いかなる長距離秩序も存在しない。そのためX線回折や中性子回折でブラッグピークが現れない。通常条件下では回折パターンは点対称になるが、これは液体の等方性を示している。中心から径方向に見てみると、回折強度は滑らかに振動している。これはプローブ（光子や中性子）の波長 λ とブラッグ角度 θ で与えられる波数 q = (4π/λ)sin θ の関数である静的構造因子 S(q) で説明される。S(q) の振動は液体の近傍の原子間の相関関係を表している。
それらの相関関係のより直観的な指標として動径分布関数 g(r) があり、これは基本的には S(q) のフーリエ変換である。これはある時点の液体内の二体相関の空間的平均を表している。g(r) はある中心点から距離 r までの球の体積内にある粒子数の平均から計算によって決定される。与えられた半径における原子の平均密度は次の式で表される。
{\displaystyle g(r)={\frac {n(r)}{\rho 4\pi r^{2}\Delta r}}}
ここで、n(r) は距離 r における幅 Δr に存在する原子の平均個数、ρ は平均原子密度である。
g(r) は、回折実験とコンピュータシミュレーションの比較手段となっている。原子間ペアポテンシャル関数と組み合わせて使い、乱雑系の内部エネルギー、ギブスの自由エネルギー、エントロピー、エンタルピーといったマクロな熱力学的パラメータを計算することもできる。

レナード-ジョーンズのモデル流体の動径分布関数

g と r の対応を示した典型的なグラフには次のような重要な特徴がある。
1. 距離が短い部分（r が小さい）では、g(r) = 0 である。つまり原子自体に大きさがあるため、ある程度以上に原子同士が近づくことができないことを示している。
2. ピークがいくつか現れるが、距離が離れるとピークも小さくなっていく。このピークは原子が互いに近接する原子に取り囲まれていることを示す。距離が離れると1に漸近していくが、これはその液体の平均密度に対応している。
3. 距離が離れるに従ってピークが徐々に小さくなるのは、中心の粒子から見た秩序の減少を示している。これは、液体やガラスに見られる「短距離秩序」を表している。

単純液体の動径分布の実験的検証はX線散乱などの手法を用いる。構造的干渉は半径 r の範囲内のピークに限られる。したがって、X線の干渉の条件が満たされたときだけ振幅の減衰したピークが現れる。結果として結晶面に対応したX線回折パターンに似た明暗の帯が周期的に配された結果が得られる。

## 力学

### 弾性波
一般に液体と固体の基本的違いとして、固体がせん断応力に対して弾性的抵抗を示すのに対して、液体はそうではないという点が挙げられる。したがって液体の分子運動は縦波（フォノン）に分解でき、横波は非常に秩序立った結晶質の固体でのみ現れる。すなわち、単純液体はせん断応力という形で加えられた力に耐えることができず、力学的にそれに降伏し巨視的には塑性変形（粘性流）を起こす。さらに言えば、固体はせん断応力に対して局所的に変形するだけで全体の形が保たれるのに対して、液体はナビエ-ストークス方程式で表される粘性流となって大きく変形・流動する。この点が固体と液体の力学的な違いとされている。
しかし連続性についての観測によれば、横波は必ずしも固体のみで伝わるわけではなく、液体でも伝わると結論付けられる。通常の液体での実験でこの結論が確認できないのは、現代の音響学や光学の技法（超音波やレーザー）で得られる振動周期に対して液体中での横波の減衰が極めて素早く起きるためである。そのような条件下では、液体での横波は急激に減衰する。
それらの結論の検証には、単原子分子の液体やガラスの分子動力学法のコンピュータシミュレーションが使われ、短い波長では液体が横波を伝播できることが確認された。この粘弾性の振る舞いは波数が増加するにつれて液体の剛性が重要な要素になるという事実と結びついている。
高周波の横波と縦波の減衰機構は、粘性の液体や重合体やガラスを考慮していた。その後、広範囲の時間的・空間的スケールで観測される構造緩和スペクトルを使って粘性液体のガラス転移を解釈する新たな成果が生まれた。動的光散乱法（または光子相関法）を使った実験では、10−11秒という短い時間における分子の動きを研究できる。これは、周波数の範囲を 109 Hz かそれ以上に拡張したのと等価である。
したがって、横音響フォノン（横波）と硬化あるいはガラス化の開始には密接な関係があることがわかる。硬化が観測される波長の増大を考慮すると、その現象の周波数への依存性が明らかになる。
液体の熱運動を弾性波の重ね合わせで表すという方法は Brillouin が最初に導入した。したがって凝集系の原子の動きは定常波のフーリエ級数で表され、それらは物理的には様々な方向や波長の原子の振動（密度のゆらぎ）の縦波や横波の重ね合わせと解釈できる。音波の伝播という意味では、縦波すなわち粗密波の速度は物質の体積弾性係数に制限される。密度ρと体積弾性係数 K の比の平方根、すなわち√(K /ρ)は、縦フォノンの伝播速度と等しい。横波の場合密度は一定なので、伝播速度は剛性率によって制限される。
密度と剛性率 G の比の平方根は、横フォノンの速度に等しい。従って、波動の速度は次のようになる：
{\displaystyle V_{\text{long}}={\sqrt {K/\rho }}}
{\displaystyle V_{\text{trans}}={\sqrt {G/\rho }}}
ここでρは、粒子密度または比体積の逆数である。

### 分子振動
E.N. Andrade は、液体における構造変換（無拡散変態）の機構を研究した。彼は固体と液体の分子間力は極めて近いとし、リンデマンの融解則を引用した。それは、単純固体における固有振動の原子振動周波数の正確な値を求めることに成功している。リンデマンは原子の振動の振幅が原子間距離のある割合に達したときに融解が始まるとした。
したがって液体と固体の基本的な違いは分子間力の大きさではなく、分子の振動の振幅だということになる。液相では分子の振動は極めて大きく、分子同士が衝突することも珍しくない。結果として、固体では固定されていた「平衡位置」が液体ではゆっくりと変化していき一定しない。分子の振動周波数は液体と固体で同じである。
Frenkel はまた、硬い弾性ネットワークにおける原子の静的平衡位置について熱運動の力学を考慮した。結晶の硬さは、原子が不変の平衡位置を占めているために熱運動が小振幅の振動にしかならないことによる。一方、液体では原子が恒久的な平衡位置を占めることはないため流動性が生じる。原子または分子の振動周期が適用された外力の時間的尺度にくらべて大きいとき、弾性変形が起きる。逆に振動周期が小さい場合、不可逆な塑性変形が起きる。
融点付近の単純液体および固体の高周波力学の研究において、振動周波数がゼロとなる条件を「熱力学的極限」 (υ → 0) と呼ぶ。融点付近での非弾性光散乱の研究では、十分に高い周波数の振動スペクトルは液体と固体で識別可能な差異が全く見られない。つまり、十分に短くかつ小さい範囲では、融解が起きても物質の力学においては断続的な変化が全く起きない。周波数が低いほど、液体と固体の振る舞いの差異は大きくなる。

### 会合
固体における原子/分子の拡散（または粒子変位）のメカニズムは、液体における粘性流と凝固の機構と密接に関連している。液体中の分子間の「自由空間」を使った粘度の説明は、常温で液相となる分子同士の「会合」が見られる液体を説明するために修正されてきた。様々な分子が集まって分子会合を形成するとき、それまで分子が自由に動き回っていたある範囲の空間を半ば固体のような系で取り囲む。したがって冷却されると分子の多くが「会合」し、粘度が増す。
粘度は有限の圧縮率を持つ液体では体積の関数とみなすこともでき、同様の議論は粘度への圧力の効果を説明するのにも使える。したがって、圧力増加に伴って粘度も上昇することが予測される。さらに体積は熱によって膨張するが、同時に圧力を増加して体積を一定に保てば、粘度は一定となる。

### 構造緩和
原子が平衡状態から非平衡状態に遷移するのにかかる平均時間を緩和時間と呼び、マクスウェルの気体分子運動論で最初に言及された。最も単純化した単原子分子の液体の場合、構造緩和 (structural relaxation) とは、液体に圧力がかかってより高密度でコンパクトな分子配置になる場合、あるいは逆に圧力が弱まって低密度な分子配置に変化する場合といった局所構造の秩序の度合いが変化することを指す。相互配向の転位と再配分に関わるため、体積（あるいは圧力）が変化し始めてから局所構造が変化するまで一般に遅れが存在する。そういったプロセスには一定の賦活エネルギーが必要であり、有限の速度でしか進行しない。過冷却液体がガラス転移点付近で不可逆な塑性変形による粘性の緩和を起こすのもこれが原因である。

## 天体中の液体
地球は太陽系において表面に液体の水を湛えた唯一の惑星であり、これがプレートテクトニクスや大気中の二酸化炭素濃度調整、そして生命の存在を許容する特徴づけを行っている。このように、液体の水が惑星表面に存在可能な恒星からの距離領域をハビタブルゾーンと言う。
火星の北半球にかつて液体の水が大量に存在したか否か、そしてどのような理由で現在の姿になったのは議論が分かれるところである。マーズ・エクスプロレーション・ローバーによる探査で見つかった扇状地状地形などから、火星には少なくとも地殻上に広く水が溜まった箇所が1つは存在することを突き止めたが、この規模については未だ分かっていない。金星表面からは河川跡のようなチャネル地形が発見されているが、これは粘度が低い液体の溶岩流が流れた跡である。木星中心にある岩石質の中心部にはまわりに広大な液体の大洋がある可能性を、ハーバード大学教授のカール・セーガンが示唆した。その体積は地球の海の620倍と試算した。
マントルと分離している充分な量の水やメタンなどの液体は、衛星であるタイタン、エウロパ、カリスト、ガニメデ等にも地下に存在すると考えられる。同様に、イオにはマグマの海があると考えられる。液体の水が存在する決め手にはなっていないが、土星の衛星エンケラドゥスには間欠泉が見つかっている。その他の氷状衛星や太陽系外縁天体も内部に液体か、現在は氷結しているが過去には液体であった水を持っていた可能性がある。
太陽系外惑星では、グリーゼ581cがハビタブルゾーンにあると判明した。しかしながら、もし温室効果が過剰ならば、表面に液体の水を維持する以上の気温にある可能性は捨てられない。逆にグリーゼ581dは温室効果によって表面が液体の水を持ちうる温度まで引き上げられている可能性もある。系外惑星オリシスも、その大気が水蒸気を含んでいるかが議論となっている。グリーゼ436bは、「高温の氷」が存在すると考えられている。これらの惑星は液体の水を保持するには高温過ぎるが、そこに水の分子が存在するとすれば、他に適当な温度の惑星が発見される可能性がある。
惑星内部にも液体状の構造が存在する可能性が示唆される。地震波による測定から、地球半径の約半分程度の大きさを持つ核は、外側に液体の外核を持つことが分かった。これは溶融した鉄・ニッケル・硫黄が混ざり合った高密度の流体であり、地磁気を発生させる原動力（ダイナモ効果）となっている。同じ地球型惑星の中では、水星からも磁場が観測されており、これは逆に水星内部にも液体の核が存在する可能性が指摘されている。木星型惑星惑星の内部では、高い圧力によって金属水素が液体状になっていると考えられる。天王星型惑星も内部にアンモニアやメタンが高温・高圧の環境下で凝縮液体となっており、これらの対流が惑星磁場を発生させる元となっている。